# 데이비드 코퍼필드 (마술사)

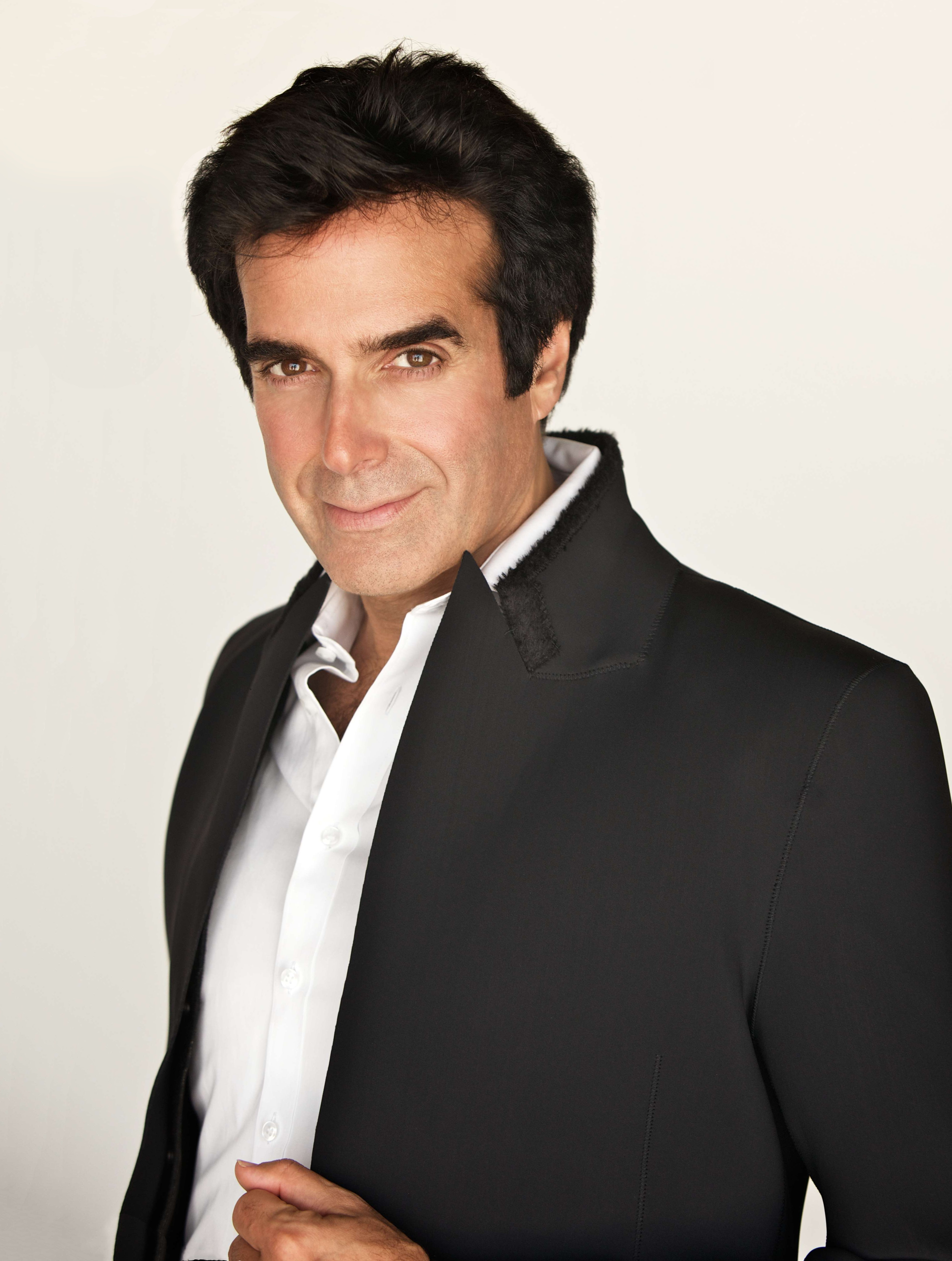
데이비드 코퍼필드

데이비드 코퍼필드(David Copperfield, 1956년 9월 16일 ~ )는 미국의 마술사이다. 본명은 데이비드 세스 콧킨(David Seth Kotkin)이다.

## 학력
- 포드햄대학교

## 마술 경력
- 나이아가라 폭포 관통
- 만리장성 관통
- 자유의 여신상을 사라지게 함

## 수상
- 1993
Bambi Award
1987
Montreux film festival Golden Rose award
1984
Emmy Award

## 같이 보기
- 케빈 제임스 (마술사)(영어판)